# Sauk Rapids
Sauk Rapids är en stad i Benton County i Minnesota. Vid 2010 års folkräkning hade Sauk Rapids 12 773 invånare.

## Kända personer från Sauk Rapids
- Ethan Prow, ishockeyspelare